# Adriatiska bron
Adriatiska bron (kroatiska: Jadranski most) är en bro i Zagreb i Kroatien. Bron går över Sava i Novi Zagreb.

## Historik och trafik
Adriatiska bron öppnade 1981 för trafik och har sex vägbanor, tre körfält i vardera riktning, två tågspår för spårvagnstrafik samt två gångbanor. Syftet med uppförandet av bron var att avlasta Savabron (Savski most) från trafik samt möjliggöra och skapa en spårvagnsförbindelse mellan centrala Zagreb och Novi Zagreb.

### Fotnoter
1. 1 2 3 4 5 6 7  Crnobrnja, Neven. ”Zagrebački savski mostovi.” (på kroatiska) ( PDF). Građevinar, nr 57 (2005). Kroatiska civilingenjörerna förbund. http://hrcak.srce.hr/file/14234. Läst 2 februari 2014.